# Козел, Любош
Любош Козел (чеш. Luboš Kozel; род. 16 марта 1971[…], Влашим, Среднечешский край) — чешский футболист и футбольный тренер, бывший игрок сборной Чехии. Участник Кубка конфедераций 1997.

## Биография

### Клубная карьера
Воспитанник команд «Ява» (Дивишов) и «Влашим». В «Яве» играл вместе со Станиславом Влчеком. С 1990 года выступал в третьей и второй лигах Чехословакии за клуб «Шварц», однако его статистика в этом клубе неизвестна. Летом 1993 года, после распада Чехословакии и создания отдельного чемпионата Чехии, Козел подписал контракт с клубом «Славия» (Прага), в котором провёл большую часть игровой карьеры. В сезоне 1995/96 вместе с клубом стал чемпионом Чехии, а затем дважды выигрывал Кубок Чехии в 1997 и 1999 годах. Покинул «Славию» зимой 2002 года и перешёл в венгерский клуб «Уйпешт». По итогам сезона выиграл с командой Кубок и Суперкубок Венгрии, однако всего через полгода покинул «Уйпешт» и вернулся в Чехию, где ещё около года выступал за клубы высшей лиги «Богемианс 1905», «Викторию» Пльзень. Завершил карьеру во время зимнего перерыва в сезоне 2003/04.

### Карьера в сборной
Дебютировал за сборную Чехии 13 декабря 1995 года в товарищеском матче со сборной Кувейта. В 1997 году Козел был включён в заявку сборной Чехии на Кубок конфедераций 1997. На турнире принял участие в двух матчах. Во встрече 2-го тура группового этапа против сборной Уругвая защитник появился на замену 69-й минуте вместо Михала Горняка, а в полуфинальной встрече против Бразилии (0:2), вышел на замену вместо Радека Бейбла на 89-й минуте. По итогам турнира сборная Чехии заняла третье место.
Всего в составе сборной Чехии провёл 9 матчей и забил 1 гол.

### Тренерская карьера
В 2003 году, вскоре после завершения игровой карьеры, Козел вернулся в пражскую «Славию», где стал помощником главного тренера «Славии Б» Павла Травника. Через год сменил его на посту руководителя команды и возглавлял её до 2007 года. В 2007 Козел возглавил «Яблонец 97», однако был уволен из команды после нескольких туров из-за неудовлетворительных результатов. В октябре того же года он вошёл в тренерский штаб либерецкого «Слована», где проработал два года в качестве ассистента Ладислава Шкорпиля.
В 2009 году был назначен главным тренером клуба второй лиги «Дукла» (Прага), с которым стал победителем лиги в сезоне 2010/11, после чего ещё 5 лет продолжал руководить клубом в высшей лиге.
В 2016 году стал главным тренером сборной Чехии до 18 лет. В декабре 2019 года был назначен главным тренером остравского «Баника».

## Достижения

### Игрок
«Славия» Прага
- Чемпион Чехии: 1995/1996
- Обладатель Кубка Чехии: 1996/1997, 1998/1999

«Уйпешт»
- Обладатель Кубка Венгрии: 2001/2002
- Обладатель Суперкубка Венгрии: 2002

 Сборная Чехии
- Бронзовый призёр Кубка конфедераций 1997

### Тренер
«Дукла» Прага
- Победитель второй лиги Чехии: 2010/2011

## Статистика выступлений за сборную
| Матчи Любоша Козела за сборную Чехии | Матчи Любоша Козела за сборную Чехии | Матчи Любоша Козела за сборную Чехии | Матчи Любоша Козела за сборную Чехии | Матчи Любоша Козела за сборную Чехии | Матчи Любоша Козела за сборную Чехии | Матчи Любоша Козела за сборную Чехии |
| ------------------------------------ | ------------------------------------ | ------------------------------------ | ------------------------------------ | ------------------------------------ | ------------------------------------ | ------------------------------------ |
| №                                    | Дата                                 | Оппонент                             | Счёт                                 | Голы                                 | Соревнование                         |                                      |
| 1                                    | 13 декабря 1995                      | Кувейт                               | 2:1                                  | -                                    | Товарищеский матч                    |                                      |
| 2                                    | 26 марта 1996                        | Турция                               | 3:0                                  | -                                    | Товарищеский матч                    |                                      |
| 3                                    | 20 августа 1997                      | Фарерские острова                    | 2:0                                  | 1                                    | Отборочный матч ЧМ-1998              |                                      |
| 4                                    | 24 августа 1997                      | Словакия                             | 1:2                                  | -                                    | Отборочный матч ЧМ-1998              |                                      |
| 5                                    | 24 сентября 1997                     | Мальта                               | 1:0                                  | -                                    | Отборочный матч ЧМ-1998              |                                      |
| 6                                    | 15 декабря 1997                      | Уругвай                              | 1:2                                  | -                                    | КК 1997. Групповая стадия            |                                      |
| 7                                    | 19 декабря 1997                      | Бразилия                             | 0:2                                  | -                                    | КК 1997. 1/2 финала                  |                                      |
| 8                                    | 25 марта 1998                        | Ирландия                             | 2:1                                  | -                                    | Товарищеский матч                    |                                      |
| 9                                    | 22 апреля 1998                       | Словения                             | 3:1                                  | -                                    | Товарищеский матч                    |                                      |

#### Голы за сборную
| Гол | Дата            | соперник          | Счёт | Результат | Турнир                                                   |
| --- | --------------- | ----------------- | ---- | --------- | -------------------------------------------------------- |
| 1   | 20 августа 1997 | Фарерские острова | 2:0  | 2:0       | Чемпионат мира по футболу 1998 (отборочный турнир, УЕФА) |